# أحمد مسعود الفساطوي
     لشخصية أخرى تحمل اسم أحمد مسعود، طالع أحمد مسعود (توضيح).
أحمد مسعود الفساطوي (1922 - 2008) في مدينة جادو وهو من أصيلي مدينة جادو ومن أعلامها،  برزت اهتماماته بالمذهب الإباضي، حيث جمع الكتب في المذهب الإباضي من الشرق والغرب حيث يوجد لديه من أمهات الكتب النادرة.

## حياته
وقد أفني الشيخ شبابه في سبيل العلم والتعلم وكان حتى آخر حياته مساعدا ومحفزا لطلبة العلم يحت كان يمدهم بالمواد العلمية والكتب القيمة والمراجع التاريخية التي قلما تجدها عند الآخرين بالإضافة إلى ترجمته إلى بعض الكتب الأمازيغية ومنها كتاب الشماخي (إيبريدن دي غوسران إن أدرار إن نفوسه) الطرق والقصود المؤدية إلى جبل نافوسة.

## مسيرته
حيث كان الشيخ لا يكل ولا يمل من الترحال في بلاد الله الواسعة ومن زيارته التاريخية قام برحلة برية بالسيارة سنة 1963 من طرابلس إلى القدس عاصمة فلسطين الابدية وصلي في المسجد الاقصي (وكانت زيارته الأولي إلى المسجد الأقصي سنة 1943)، وبعدها أكمل رحلته إلى الحجاز ومن ثم عاد إلى تركيا ومنها نحو أوروبا بالسيارة ثم أقفل إلى المغرب ثم إلى الجزائر وكان خلال رحلته يجمع من نوادر الكتب وما يملأ بها ذاكرته العلمية.

## مؤلفاته
سافر الشيخ أحمد إلى العديد من دول العالم لا لغرض السياحة فقط، وإنما لغرض العلم والتعلم حيث كان يهوي جمع الكتب النادرة والنفيسة وكان من سَفراء مركز جهاد الليبين وكلية الدعوة الإسلامية حين كان يرسلانه لعلمهم دقة ومعرفته بنوادر الكتب وخلال سفره كان يجمع نوادر الكتب في المذهب حتى كون تحفة هائلة من كتب المذهب ومن أمهات الكتب أيضا حيث انتهي الشيخ إلى بلوغه مراده وهو جمع أكبر مكتبة اباضيه في البلاد حيث توجد لديه أكبر مكتبة شخصية في شمال أفريقيا في المذهب الإباضي بالإضافة إلى كتب المذاهب الأخرى والكتب التاريخية الكثيرة.

## طموحاته
كما أسلفنا سابقا فيما يتعلق بمساعدته للبَحاث والكتاب في تحصيل مبتغاهم وإشباع رغباته وطموحاتهم بحصولهم على مصادر الكلمة والمعلومة فمنها قيام المؤلف عوض الشرقاوي مؤلف كتاب «التاريخ السياسي والحضاري لجبل نفوسة» حول عرضه لأهم مصادر ومراجع البحث ونقدها وفيه قال:
فيما يتعلق بالمخطوطة:
كتاب سيرة أهل نفوسة، مخطوط مبكتبة الشيخ أحمد الفساطوي، 
يعتبر هذا المصدر من أهم المصادر التي اعتمدت عليها إلمام هذا البحث نظرا لما يحتويه الكتاب من مادة تاريخية متخصصة في هذه ألدراسة وهو ما يتبين من اسمه التي احتوى على دراسة شاملة لسيرة أهل نفوسة وطن المؤلف المنتسب إلى «بغطورة» 
إحدى قرى جبل نفوسة ولوال هذا الكتاب ما توصلنا إلى توثيق بعض الحقائق التاريخية الهامة لهذا البحث.
لذا فنظرا لأهمية هذا الكتاب فقد تكبدنا صعوبة الحصول علبه لعدم وجوده بخزانة مخطوطات دار الكتب المصرية، ومع ذلك فما أن منا إلى علمنا أن هذا الكتاب موجود في مكتبة خاصة ألحد شيوخ الإباضية يدعى أحمد مسعود الفساطوي النفوسي الأصل، 
وحاولنا الحصول عليه، بعد محاولات مضنية. ولوال علمه بموضوع بحثنا وأنه يبرز جانبا هاما من تاريخ وطنه الأصلي بجبل نفوسة ما استطعنا الحصول عليه. وعلى الرغم مما سبق فإن هذا المخطوط القيم يندر وجوده على حد علمنا في قائمة مصادر باحثي التاريخ الإباضي ألي منطقة من المناطق
وبذلك تيقنا مما قاله باحث محدث: «فقد خلف اإلباضية تراثا ضخما في التاريخ والسير والعقائد ولكن القسم الأضخم لا يزال مخطوطا ومحفوظا في دور مكتبات خاصة في عمان وزجنبار وشمال أفريقية ومن الصعب الوصول إليها».

## رثائه
الفسـاطوي بنـي مكتبة عــلاها.. وفيــــــها نفـايــس نـادرة مبهـــاها
فيـــــــها كتـــــــب للقـــارئ.. صحيح الربيع المسلم مع البخاري
تفــاسيرالكـــلام للكريم البـاري.. وســـيرة الهـــــــادي مرتبه تلقاها
فيـــــــــهـا الذّهب الصّـــافي.. أنـــوار العُقول والنيل شرحه وافي
الـــموجز البْوعمار عبدالكـافي.. وفيـــــها العقيدة من جُميع أخداها
فيها كتــــــاب الســــــــيرة.. وقواعــــــد الإســـلام فيهش غيره
طـــبقات ابوالْْعباس منه إيديره.. وطلعت الشمــــس للّسالمي حلاها
جلـــــت ظـــــلام الـــــغفلة.. وزدنا أفكــــار النــــاس بعد الغفلة
شــامل الأصــل القطـب بين فصلـه.. الموّّكـب اسّقـــد والفلك واتــــاها
الموّكب تنظم ســـــــــــــــيره.. ويسيـــرا طفيـــش العلم بتفاسيره
الدّليل جْلي الفكر بـــعد الحيرة.. وبيـــــن الفـرق بّّيّن وجاب أنباها
بني مكـــــــــتبة معـــــروفة.. وبالرقـــــم تلقـــي كتُبها مصفوفة
والعلم بالترتيب وســــط رفـوفه.. أقــــــرا ورد الكتٌّــــب لمــــولاها
أقـــــــــــرا الكتــاب ورده.. خديتــــــا أمــــانة قداك كيف تشده
يلقــاها طالب العلم وقت الشده.. كتــــب ياســره إيسافر على سبّاها
اللــــهم يرحمـــــه بانيـــها.. فيــــــش حــد من الأولاد يلها بيها
يــرتب أمــور المكتـبة ويحظيـها.. تسّبـــح علــى اللـي من قديم بناها

## مؤلفاته النقدية
قام الشيخ إبراهيم سليمان الشماخي بتأليف وكتابة كتاب سماه باللغة الأمازيغية «إيغًوسران ديد إيبريدن إين أدرار ننفوسه سس طرابلس» اوكان ذلك سنة (1303هـ – 1885) وقام الشيخ أحمد مسعود الفساطوي بترجمته إلى العربية بأسم «لقصور والطرق لمن يريد جبل نفوسه من طرابلس» ودراسة وتقديم للسادة إمحمد سعيد البوجديدي ومحمد عبد النبي دقالي ومحمد علي أبوشارب وحيث قام مركز جهاد الليبين للدراسات التاريخية بنشره في سلسلة الدراسات المترجمة (45) سنة 2005 وذلك مساهمة منهم في إثراء المكتبات وإبراز لدور الأدب والتاريخ الأمازيغي العريق في ليبيا.
1. ↑  "محاضرة بعنوان (قراءه في كتاب " القصور والطرق لمن يريد جبل نفوسة من طرابلس"". naluty.forumactif.com. اطلع عليه بتاريخ 2024-02-11.
2. ↑  "أحمد_مسعود_الفساطوي" (PDF).